# Jamba
Jamba és un municipi de la província de Huíla. Té una extensió de 11.100 km² i 100.910 habitants segons el cens de 2014. Comprèn les comunes de Jamba, Cassinga i Dongo. Limita al nord amb els municipis de Chipindo, a l'est amb el municipi de Cuvango, al sud amb el municipi de Cuvelai, i a l'oest amb els municipis de Matala i Chicomba. Té una estació dels Caminho de Ferro do Namibe i va patir greus atacs durant la Guerra Civil angolesa.